# عبد الله سعد الرويشد
عبد الله سعد الرويشد (1936- 2014)، كاتب ومؤرخ سعودي، وأحد مؤسسي الجزيرة الصحفية، ومن أوائل أعضاء نادي الرياض الأدبي، ووالده سعد عبد العزيز الرويشد الذي كان أول من أرّخ لسياسة الدولة السعودية، وله إسهامات في الصحافة المحلية والعربية، وفي الإذاعة والتلفزيون، وقد مثّل السعودية في إذاعتي القاهرة وبريطانيا، إذ أجريت له لقاءات إذاعية للتعريف بالمملكة ونهضتها الثقافية والأدبية، وشارك محمد سرور الصبان في عدد من الوفود السعودية الرسمية لرابطة العالم الإسلامي، ركزت مؤلفاته على التاريخ والتعريف بالسعودية والثقافة الإسلامية، إلى جانب بعض الكتابات التي ترجمت لأعلام الفكر الإسلامي أمثال محمد بن عبد الوهاب، وكتاب وحيد في أدب الرحلات، وتوفي في الرياض عام 2014، وعزّى فيه الملك سلمان بن عبد العزيز.

## حياته
ولد في الرياض عام 1936، وفيها أكمل مراحل تعليمه الأولى، ثم التحق بجامعة الإمام محمد بن سعود الإسلامية، وتخرج في كلية اللغة العربية عام 1961، وعُرف بنشاطه الأدبي والثقافي، فقد ألقى عدد من المحاضرات التاريخية والأدبية في الأندية السعودية الأدبية، وفي رابطة الأدب الحديث بمصر، وكان ينشر مقالاته الثقافية عبر الصحف المحلية وفي كلًا من صحافة مصر، الكويت، وتونس، وقدم لإذاعة الرياض برامج بشراكة مع آخرين مثل: حديث السهرة، موقف الخير، أوراق مسافر، هؤلاء علموني، ولقاء في مكتبة، فيما أعد للتلفزيون السعودي برنامج (أضواء من العلم والثقافة)، واستلهم موضوع كتابه (أيام في تونس) من زياراته لتونس والمغرب عام 1968، حيث رافق محمد سرور الصبان في وفد رابطة العالم الإسلامي.

## مؤلفاته
- الإمام الشيخ محمد بن عبد الوهاب في التاريخ، 1972.
- أيام في تونس، 1972.
- قادة الفكر الإسلامي عبر القرون، 1973.
- في قلب نجد والحجاز، دراسة وتعليق، 1988.
- إرشاد الناسك في الحج والعمرة وزيارة المناسك.[1]
- حقيقة دعوة الإمام الشيخ محمد بن عبد الوهاب السلفية.[6]